# Miss World 1973
| Data:                | 23 listopada 1973                   |
| Kraj:                | Wielka Brytania                     |
| Miasto:              | Londyn                              |
| Gala finałowa:       | Royal Albert Hall                   |
| Liczba uczestniczek: | 54                                  |
| Zwyciężczyni:        | Marjorie Wallace, Stany Zjednoczone |
| Poprzedniczka:       | Belinda Roma Green, Australia       |
| Następczyni:         | Anneline Kriel, Południowa Afryka   |
| -------------------- | ----------------------------------- |

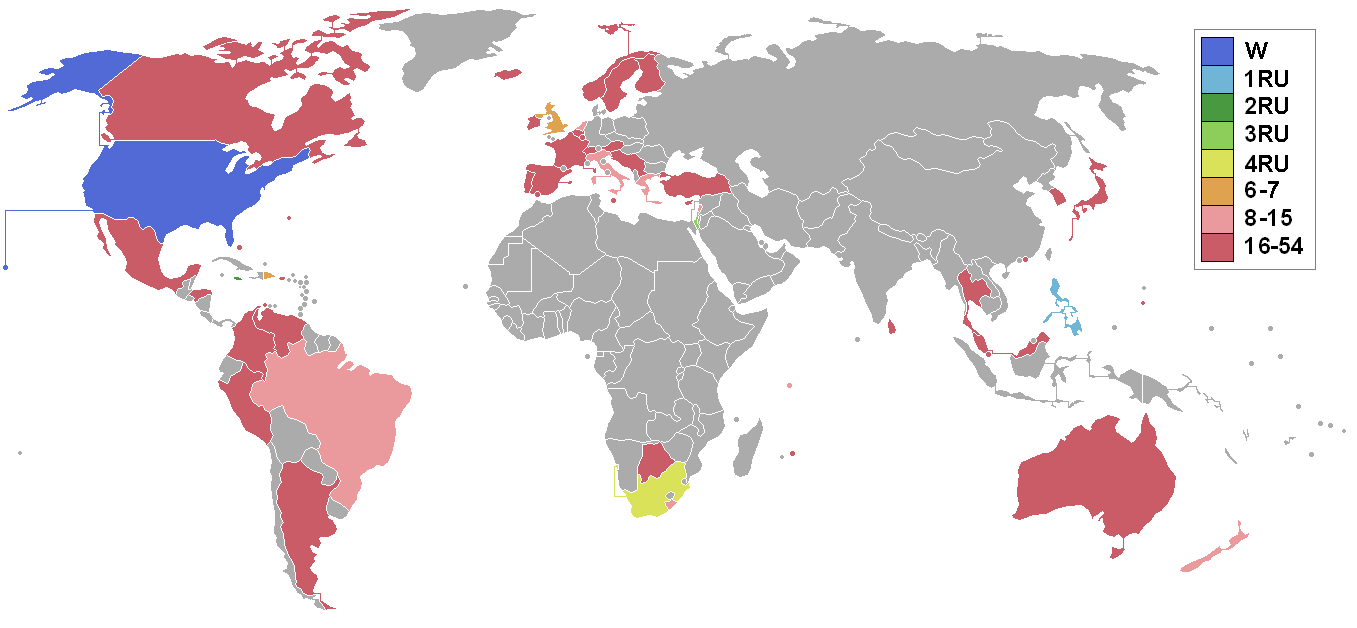
Kraje i terytoria, które wysłały delegacje oraz zajęte miejsce

Miss World 1973 – 23. wybory Miss Świata. Odbyły się one 23 listopada 1973 r. w Royal Albert Hall, w Londynie. Tytuł i koronę Miss World zdobyła pierwszy raz reprezentantka Stanów Zjednoczonych – Marjorie Wallace.

## Wyniki
| Wyniki finału   | Uczestniczka/Uczestniczki |
| --------------- | --- |
| Miss World 1973 | - Stany Zjednoczone – Marjorie Wallace |
| 1. wicemiss     | - Filipiny – Evangeline Luis Pascual |
| 2. wicemiss     | - Jamajka – Patricia Teresa Yuen Leung |
| 3. wicemiss     | - Izrael – Chaja Katzir |
| 4. wicemiss     | - Południowa Afryka – Shelley Latham |
| 5. wicemiss     | - Dominikana – Clariza Duarte Garrido |
| 6. wicemiss     | - Wielka Brytania – Veronica Ann Cross |
| Półfinalistki   | - Brazylia – Florence Gambogi Alvarenga - Grecja – Katerina Papadimitriou - Holandia – Anna Maria Groot - Liban – Sylvia Yohannessian - Nowa Zelandia – Pamela King - Południowa Afryka – Ellen Peters - Seszele – June Gouthier - Włochy – Marva Bartolucci |

### Nagrody specjalne
- Miss Fotogeniczności:  Holandia, Anna Maria Groot
- Miss Osobowości:  Seszele, June Gouthier

## Uczestniczki
- Argentyna – Beatriz Callejón
- Aruba – Edwina Diaz
- Australia – Virginia Radinas
- Austria – Roswitha Kobald
- Bahamy – Deborah Louise Isaacs
- Belgia – Christine Devisch
- Bermudy – Judy Joy Richards
- Botswana – Priscilla Molefe
- Brazylia – Florence Gambogi Alvarenga
- Cypr – Demetra Heraklidou
- Dominikana – Clariza Duarte Garrido
- Filipiny – Evangeline Luis Pascual
- Finlandia – Seija Mäkinen
- Francja – Isabelle Nadia Krumacker
- Gibraltar – Josephine Rodríguez
- Grecja – Katerina Papadimitriou
- Guam – Shirley Ann Brennan
- Hiszpania – Mariona Russell
- Holandia – Anna Maria Groot
- Honduras – Belinda Handal
- Hongkong – Judy Yung Chu-Dic
- Irlandia – Yvonne Costelloe
- Islandia – Nina Breidfjord
- Izrael – Chaja Katzir
- Jamajka – Patricia Teresa Yuen Leung
- Japonia – Keiko Matsunaga
- Jugosławia – Atina Golubova
- Kanada – Deborah Anne Ducharme

- Kolumbia – Elsa María Springtube Ramírez
- Korea – An Soon-young
- Liban – Sylvia Yohannessian
- Luksemburg – Giselle Anita Nicole Azzeri
- Malezja – Narimah Mohd Yusoff
- Malta – Carmen Farrugia
- Mauritius – Daisy Ombrasine
- Meksyk – Roxana Villares Moreno
- Norwegia – Wenche Steen
- Nowa Zelandia – Pamela King
- Peru – Mary Nuñez
- Portoryko – Milagros García
- Portugalia – Maria Helene Pereira Martins
- Południowa Afryka – Ellen Peters  
 (w jęz. angielskim pod nazwą Africa South)
- Południowa Afryka – Shelley Latham 
 (w jęz. angielskim pod nazwą South Africa)
- Seszele – June Gouthier
- Singapur – Debra Josephine de Souza
- Sri Lanka – Shiranthi Wickremesinghe
- Stany Zjednoczone – Marjorie Wallace
- Szwajcaria – Magda Lepori
- Szwecja – Mercy Nilsson
- Tajlandia – Pornpit Sakornujiara
- Turcja – Beyhan Kiral
- Wenezuela – Edicta de los Angeles Garcia Oporto
- Wielka Brytania – Veronica Ann Cross
- Włochy – Marva Bartolucci

## Notatki dot. państw uczestniczących

### Debiuty
- Sri Lanka (debiut pod nową nazwą; wcześniej Cejlon)

### Powracające państwa i terytoria
Ostatnio uczestniczące w 1968:
- Peru

Ostatnio uczestniczące w 1970:
- Kolumbia
- Liban

Ostatnio uczestniczące w 1971:
- Cypr
- Korea
- Luksemburg
- Sri Lanka (w 1971 r. pod nazwą Cejlon)

### Państwa i terytoria rezygnujące
- Ekwador
- Indie
- Kostaryka
- Liberia
- RFN
- Paragwaj